# Ʋ̀
Cette page contient des caractères spéciaux ou non latins. S’ils s’affichent mal (▯, ?, etc.), consultez la page d’aide Unicode.
Ʋ̀ (minuscule : ʋ̀), appelé V de ronde accent grave ou V crosse accent grave, est un graphème utilisé dans l’écriture du dagaare, du goo, du goueo, du kulaal, du nuni, du puguli, du sissala et du toura. Il s’agit de la lettre Ʋ diacritée d’un accent grave.

## Représentations informatiques
Le V de ronde accent grave peut être représenté avec les caractères Unicode suivants :
- décomposé (latin de base, diacritiques)[1],[2],[3] :

| formes    | représentations | chaînes de caractères | points de code | descriptions                                                |
| --------- | --------------- | --------------------- | -------------- | ----------------------------------------------------------- |
| capitale  | Ʋ̀               | Ʋ◌̀                    | U+01B2 U+0300  | lettre majuscule latine v crosse diacritique accent grave   |
| minuscule | ʋ̀               | ʋ◌̀                    | U+028B U+0300  | lettre minuscule latine v de ronde diacritique accent grave |